# Magtörő szövőmadár
A magtörő szövőmadár (Amblyospiza albifrons) a madarak osztályának  verébalakúak (Passeriformes) rendjéhez, ezen belül a szövőmadárfélék (Ploceidae) családjához tartozó Amblyospiza nem egyetlen faja.

## Rendszerezése
A fajt Nicholas Aylward Vigors ír zoológus írta le 1831-ben, a Pyrrhula nembe Pyrrhula albifrons néven.

## Alfajai
- Amblyospiza albifrons albifrons (Vigors, 1831)
- Amblyospiza albifrons capitalba (Bonaparte, 1850)
- Amblyospiza albifrons kasaica Schouteden, 1953
- Amblyospiza albifrons maxima Roberts, 1932
- Amblyospiza albifrons melanota (Heuglin, 1863)
- Amblyospiza albifrons montana Someren, 1921
- Amblyospiza albifrons saturata Sharpe, 1908
- Amblyospiza albifrons tandae Bannerman, 1921
- Amblyospiza albifrons unicolor (Fischer & Reichenow, 1878)
- Amblyospiza albifrons woltersi Clancey, 1956[2]

## Előfordulása
Afrikában, a Szahara alatti területeken honos. Természetes élőhelyei a szubtrópusi vagy trópusi síkvidéki esőerdők, gyepek és cserjések, lápok, mocsarak és tavak környékén, valamint szántóföldek. Állandó, nem vonuló faj.

## Megjelenése
Testhossza 18 centiméter, testtömege 34-57 gramm.

## Szaporodása
|  |

## Természetvédelmi helyzete
Az elterjedési területe rendkívül nagy, egyedszáma pedig stabil. A Természetvédelmi Világszövetség Vörös listáján nem fenyegetett fajként szerepel.